# Kalinin K-5
Kalinin K-5 (russisch Калинин К-5) ist ein sowjetisches Verkehrsflugzeug. Sie kam in den 1930er Jahren unter anderem beim Aeroflot-Vorläufer Dobrolet und der deutsch-sowjetischen Fluggesellschaft Deruluft zum Einsatz. Dort ersetzte sie zusammen mit der ANT-9 die bis dahin dominierenden ausländischen, hauptsächlich deutschen, Flugzeugmuster.

## Entwicklung
Der Konstrukteur Konstantin Alexejewitsch Kalinin begann 1926 mit den Entwicklungsarbeiten auf Basis der K-1. Von ihr übernahm er den typischen elliptischen Kalinin-Flügel aus Holz in Schulterdeckeranordnung mit einem Profil Göttingen 436. Der Rumpf bestand aus einem Stahlrohrgerüst mit rechteckigem Querschnitt. Er war im Bugbereich mit Duraluminium beplankt und ansonsten wie auch die Tragflächen mit Stoff bespannt. Bis zu zehn Passagiere fanden in ihm Platz. Im April 1929 erfolgte der Erstflug des Prototyps. Aufgrund eines Flügelbruches stürzte er während der Erprobung ab, worauf die Flügelstruktur überarbeitet und verstärkt wurde. Der Serienbau begann 1930 und endete 1934 nach der 260. Maschine. Die K-5 wurde mit verschiedenen Antrieben ausgestattet, erst mit dem Bristol-Jupiter-Lizenzmotor M-15 (335 kW/450 PS), ab 1931 mit dem daraus entwickelten M-22 (355 kW/480 PS) und schließlich dem Reihenmotor M-17F (544 kW/730 PS), einem Lizenzbau des BMW VI.
Die K-5 flogen teilweise bis 1940. Eine Weiterentwicklung K-6 existierte nur als Prototyp.

## Technische Daten

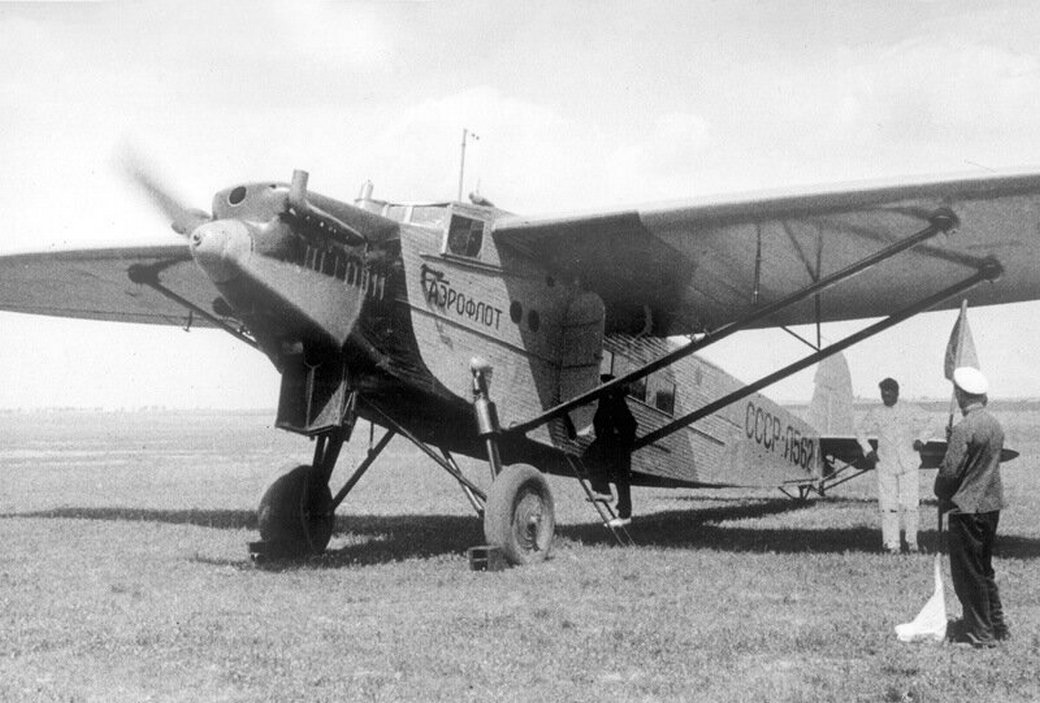
K-5 mit M-17F-Motor

| Kenngröße               | Daten                                        |
| ----------------------- | -------------------------------------------- |
| Besatzung               | 2                                            |
| Passagiere              | 6–10                                         |
| Länge                   | 15,87 m                                      |
| Spannweite              | 20,50 m                                      |
| Flügelfläche            | 56,25 m²                                     |
| Flügelstreckung         | 7,5                                          |
| Spurbreite              | 2,40 m                                       |
| Leermasse               | 2000 kg                                      |
| Zuladung                | 1500 kg                                      |
| Startmasse              | 3500 kg                                      |
| Flächenbelastung        | 62,2 kg/m²                                   |
| Leistungsbelastung      | 7,0 kg/PS                                    |
| Triebwerk               | ein luftgekühlter 9-Zylinder-Sternmotor M-22 |
| Leistung                | 355 kW (483 PS)                              |
| Höchstgeschwindigkeit   | 190 km/h                                     |
| Reisegeschwindigkeit    | maximal 150 km/h                             |
| Landegeschwindigkeit    | 80 km/h                                      |
| Steigleistung           | 2,2 m/s                                      |
| Gipfelhöhe              | 4500 m                                       |
| Reichweite              | maximal 800 km                               |
| Start-/Landerollstrecke | 250 m/200 m                                  |